# Erik Johannesson
Erik Ruben Johannesson, född 2 januari 1917 i Göteborgs Gamlestads församling, Göteborg, död 23 juni 1975 i Härlanda församling, Göteborg, var en socialdemokratisk politiker
Johannesson var en av de stora ledarna inom den göteborgska socialdemokratin på 1950-talet. Han var ledamot av styrelsen för Göteborgs arbetarekommun från 1945. Han hade en rad tunga uppdrag inom politiken, inte minst inom stadsutveckling och allmännyttan. Erik Johannesson har kallats socialdemokraternas stora ledare i Göteborg under den här tiden. Han var ordförande för Göteborgs stadskollegium 1963–1967. Han var Göteborgs arbetarekommuns ordförande 1967–1975.
Johanesson tog realskolexamen 1934 och började arbeta på SKF. Han bodde i kvarteret Laken i Gamlestan, känt i folkmun som "Storgårn". Johannesson var direktör på Riksbyggen i Västsverige och VD för Göteborgs Byggnadsgille.
Förtroendeuppdrag inom Göteborgs Stad: ordförande för Göteborgshem, ordförande i fastighetsnämnden, Fastighets AB Göta Lejon. Johannesson skrev tillsammans med Arne Berggren motionen om ett saneringsbolag som togs upp i Göteborgs stadsfullmäktige den 23 februari 1958. Den ledde fram till bildandet av Göta Lejon.
Han avled av en hjärtinfarkt.
Erik Johannesson var ordförande för IFK Göteborg 1969–1971.